# Psychotria villosa
Psychotria villosa är en måreväxtart som beskrevs av Hipólito Ruiz López och Pav.. Psychotria villosa ingår i släktet Psychotria och familjen måreväxter. Inga underarter finns listade i Catalogue of Life.